# Клемент Готвалд
Клемент Готвалд (чеш. Klement Gottwald; Дједице, 23. новембар 1896 — Праг, 14. март 1953) био је чехословачки политичар, комуниста, премијер и председник Чехословачке.

## Биографија
Рођен је 23. новембра 1896. године у Дједицама, Моравска. Године 1921, био је један од оснивача Комунистичке партије Чехословачке, издавач новина и функционмар КПЧ у Словачкој од 1921. до 1926, члан Централног комитета КПЧ од 1925. године, члан парламента од 1929. године до 1948. године, генерални секретар КПЧ од 1929. године до 1945. године, секретар Коминтерне од 1935. године до 1943. године, један од вођа антифашистичког отпора из Москве од 1939. године до 1945. године, председник КПЧ од 1945. године до 1953. године, председник владе Чехословачке од 1945. године до 1953. године, и председник Чехословачке од 1948. године до 1953. године.
Марта 1945. године, Едвард Бенеш, бивши председник Чехословачке и тадашњи председник чехословачке владе у егзилу у Лондону, формирао је владу Народног фронта са Готвалдом. Након првих послератних избора 1946. године, Готвлад је изабран за премијера Чехословачке.
Дана 9. маја 1948. године, након Фебруарског пуча, проглашен је нови устав. Едвард Бенеш убрзо је после тога дао оставку на место председника. Дана 14. јуна, парламент је изабрао Клемента Готвлада за новог председника Чехословачке.
Готвлад је по доласку на власт организовао национализацију индустрије и колективизацију на селу. У тзв. Прашким суђењима, уклонио је с власти Рудолфа Сланског, Владимира Клементиса и Густава Хусака, под оптужбом да су „титоисти“ и „буржоаски националисти“.
Клемент Готвалд умро је 14. марта 1953. године од запаљења плућа, које је добио на Стаљиновој сахрани пет дана раније. Његово тело је првобитно било смештено у маузолеју у Прагу, али је након знакова распадања 1962. године, кремирано.

## Наслеђе
Злин, град у Моравској, носио је име Готвалдов од 1949. године до 1990. године. Змијив, град у Украјини, у његову је част носио име Готвалд од 1976. године до 1990. године.